# Bailliage de Douai

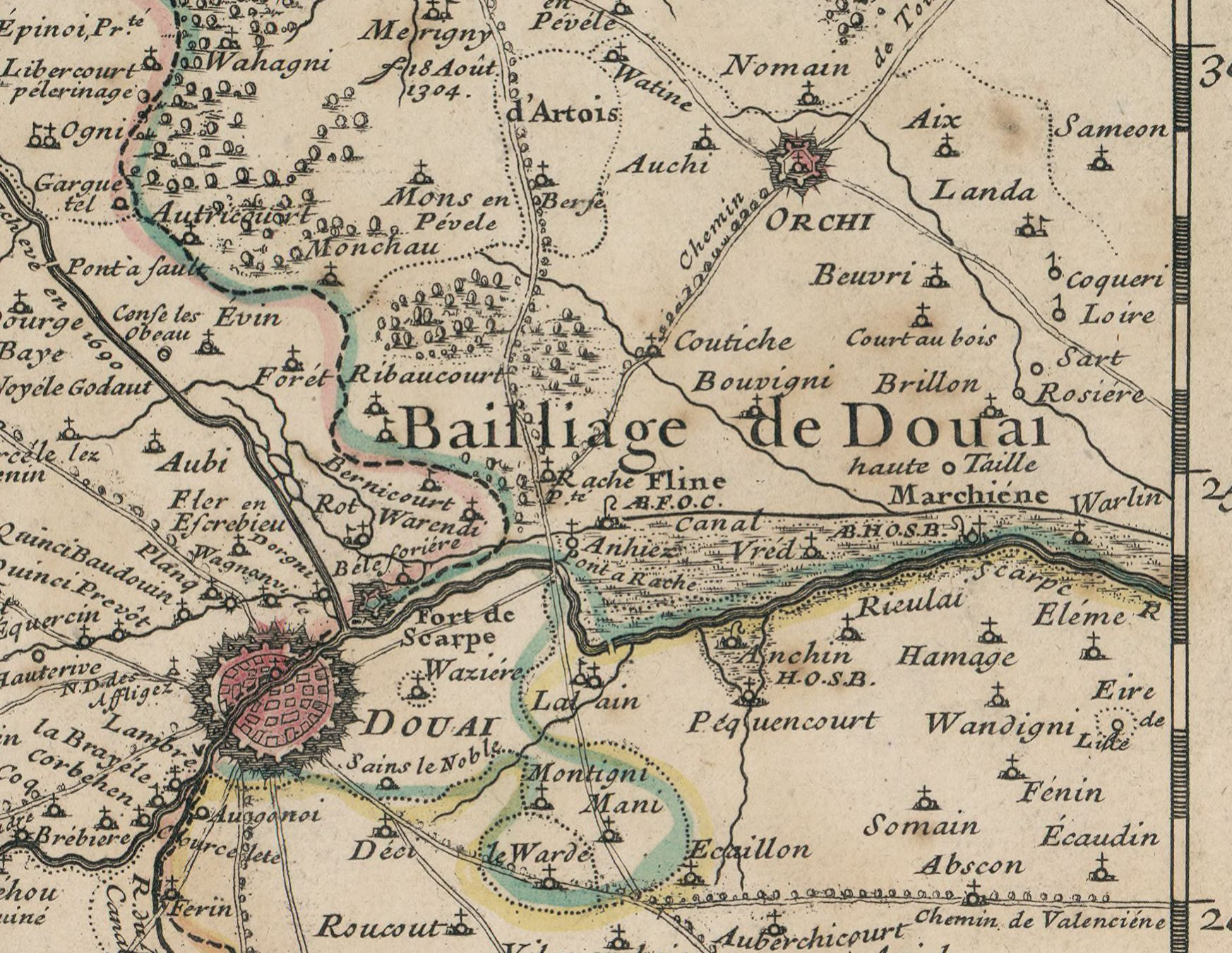
Bailliage de Douai, détail d'une Carte de l'Artois et des environs de Guillaume Delisle (1704).

Le bailliage de Douai est une institution qui dura de 1326 à 1790.